# Пангода
Пангода — река в России, протекает по Ямало-Ненецкому АО. Устье реки находится в 157 км по левому берегу реки Правая Хетта, около посёлка Пангоды. Исток образуется слиянием Левой и Правой Пангоды. Длина реки составляет 53 км.

## Данные водного реестра
По данным государственного водного реестра России относится к Нижнеобскому бассейновому округу, водохозяйственный участок реки — Надым, речной подбассейн реки — подбассейн отсутствует. Речной бассейн реки — Надым.
Код объекта в государственном водном реестре — 15030000112115300050002.